# Duncan Kenworthy
Duncan Kenworthy (* 9. September 1949 in Yorkshire, Vereinigtes Königreich) ist ein britischer Film- und Fernsehproduzent, der durch seine Arbeit für Jim Henson bekannt wurde.

## Biografie
Duncan Kenworthy wurde 1949 in Yorkshire in England geboren. Er wuchs in dem Dorf Uppermill am Rande des Saddleworth Moors auf, wo sein Vater eine Tuchfabrik besaß. Kenworthys Karriere begann, nach seinem Studium in Cambridge und an der Universität von Pennsylvania, in den 1970er Jahren mit seiner Tätigkeit für Jim Henson. Er war u. a. als ausführender Produzent für Serien wie die Sesamstraße, Die Fraggles und The Storyteller und für Filme wie Der dunkle Kristall tätig. Von 1988 bis 1995 war er Vizepräsident von Jim Henson Productions.
Neben seiner Tätigkeit für Henson war Kenworthy aber auch für andere tätig. So produzierte er 1994 den Film Vier Hochzeiten und ein Todesfall, der u. a. für einen Oscar als bester Film nominiert wurde. Zusammen mit dem britischen Filmproduzenten Andrew Macdonald gründete er 1997 die Produktionsfirma DNA Films, die bisher Filme wie Tatsächlich… Liebe und 28 Days Later veröffentlicht hat.
Kenworthy hat bei mehreren seiner Produktionen, unter anderem bei Vier Hochzeiten und ein Todesfall und Notting Hill, mit dem Drehbuchautor Richard Curtis zusammengearbeitet.

## Filmografie (Auswahl)
- 1982: Der dunkle Kristall (The Dark Crystal)
- 1983: Die Fraggles (TV-Serie)
- 1994: Vier Hochzeiten und ein Todesfall (Four Weddings and a Funeral)
- 1997: Lawn Dogs – Heimliche Freunde (Lawn Dogs)
- 1999: Notting Hill
- 2001: Das B-Team: Beschränkt und auf Bewährung (The Parole Officer)
- 2003: Tatsächlich… Liebe (Love Actually)
- 2011: Der Adler der neunten Legion (The Eagle)
- 2017: Kindeswohl (The Children Act)